# Marcopolo Andare Class
A Marcopolo Andare Class egy, a brazil Marcopolo által gyártott távolsági autóbusz.

## Története
A modellt 2002 óta gyártják a brazil Rio Grande do Sul államban, valamint Dél-afrikai Köztársaságban, elődje a 2002-ig gyártott Marcopolo Andare.

## Előfordulás

### Magyarországon

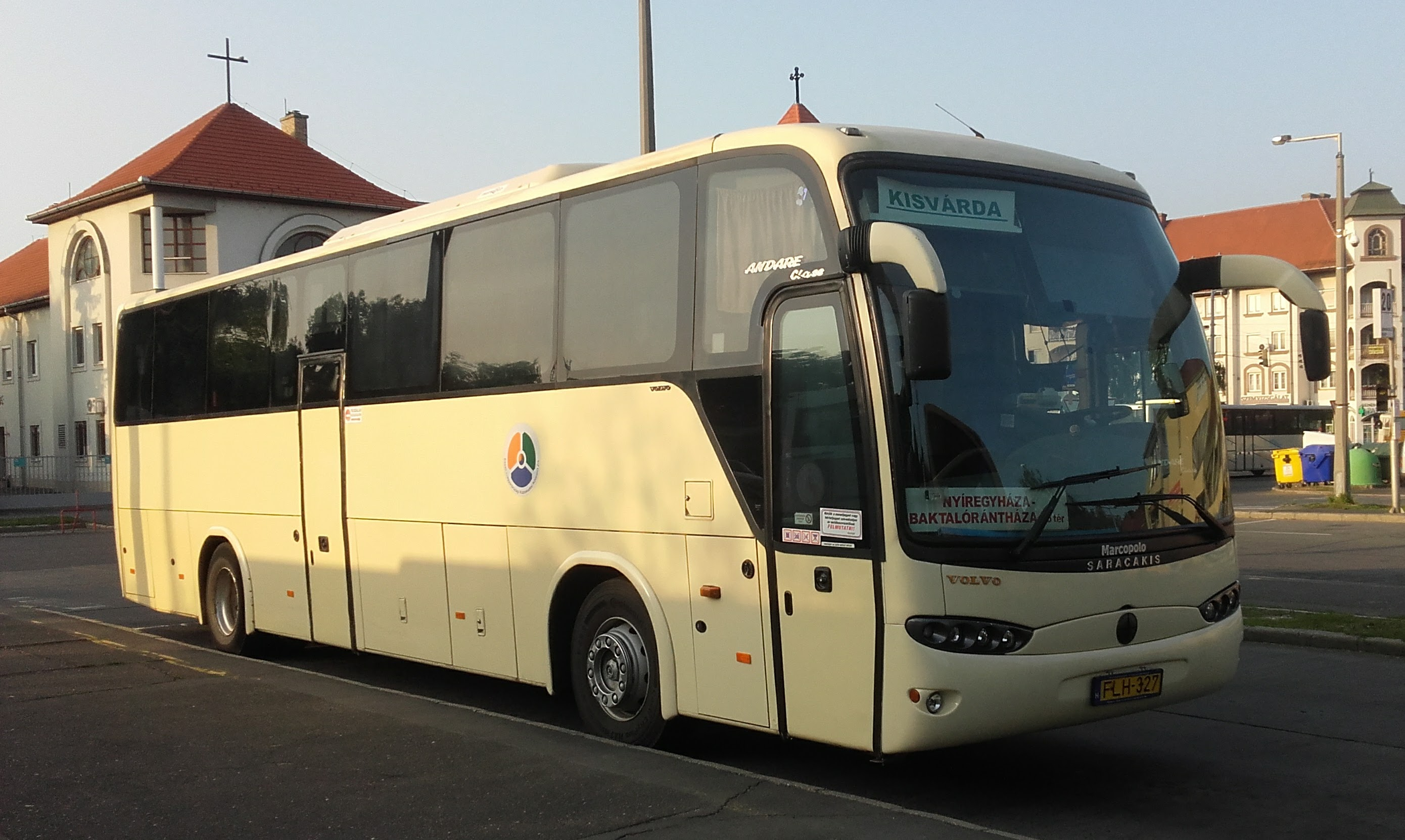
Az ÉMKK Marcopolója

Magyarországi közlekedési vállalatok közül a Középkelet-magyarországi Közlekedési Központ (korábban Nógrád Volán) és az Észak-magyarországi Közlekedési Központ (korábban Borsod és Hajdú Volán) állományában is szerepel Andare Class autóbusz.

## Fordítás
- Ez a szócikk részben vagy egészben  a   Marcopolo Andare Class című portugál Wikipédia-szócikk fordításán alapul.  Az eredeti cikk szerkesztőit annak laptörténete sorolja fel. Ez a jelzés csupán a megfogalmazás eredetét és a szerzői jogokat jelzi, nem szolgál a cikkben szereplő információk forrásmegjelöléseként.